# 전수안
전수안(田秀安, 1952년 8월 12일 ~ , 부산)은 대한민국의 전직 대법관이다.

## 학력
- 1971년 경기여자고등학교 졸업
- 1975년 서울대학교 법과대학 졸업

## 경력
- 1976년 사법고시 18회(사법연수원 8기 수료)
- 1978년 서울민사지법 판사.
- 1988년 서울고등법원 판사.
- 1991년 ~ 1994년 대법원 재판연구관
- 1992년 ~ 1994년 춘천지법 부장판사.
- 2000년 ~ 2001년 대전고등법원 판사
- 2001년 ~ 2005년 서울고등법원 부장판사
- 2005년 ~ 2006년 2월 서울고등법원 수석부장판사
- 2006년 2월 ~ 2006년 6월 광주지방법원장
- 2006년 7월 대법관 임명
- 법원은 성민이를 때려 숨지게 한 혐의를 증거불충분으로 무죄로 보고 업무상 과실치사 혐의만 인정했다. 2008년 6월 대법원은 원장 징역 1년6개월, 원장 남편 징역 1년6개월에 집행유예 3년을 선고한 원심을 확정했다. 당시 유가족과 학부모들은 솜방망이 처벌이라며 강하게 반발했으나 사건은 종결됐다.

- 2012년 7월 퇴임
- 2014년 2월 ~ 현재 사단법인 선 고문
- 공익인권법재단 공감 이사장
- 대한적십자사 법률고문
- 2018년 1월 ~ 2020년 1월 서울대학교 이사
- 2018년 11월 ~ 사단법인 올, 젠더와 법 연구소 대표
- 2019년 2월 ~ 2022년 1월 서울대학교 이사장
- 아셈노인인권정책센터 자문위원